# Ursula de Palatinat-Veldenz-Lützelstein
Ursula de Palatinat-Veldenz-Lützelstein (* 24 février 1572 à Lauterecken, Palatinat; † 5 mars 1635 à Nürtingen), est la fille du comte palatin Georges-Jean de Palatinat-Veldenz et plus tard duchesse Ursula de Wurtemberg.

## Biographie
Ursula est le quatrième enfant de Georges-Jean de Palatinat-Veldenz et de son épouse Anna Maria Vasa de Suède. Elle n'a que treize ans, lorsque le duc Louis VI de Wurtemberg l'épouse en secondes noces. Le couple n'a pas d'enfants. Quand Louis meurt, le 28 août 1593 à seulement 39 ans, la duchesse Ursula se retire à Witwensitz près de Nürtingen. Elle est à cette date, seulement âgée de 21 ans. Elle porte le deuil de son mari jusqu'à la fin de sa vie, et ne s'est jamais remariée.
Elle vit 42 ans au château de Nürtinger. Elle fait preuve de charité et de compassion pour les malades et les pauvres, et surtout les nombreux mutilés de guerre.
Après la Bataille de Nördlingen en 1634, elle doit temporairement fuir à Esslingen. Un peu plus tard, elle meurt épuisée par les conséquences de la guerre. Le 5 janvier 1636, elle est enterrée dans le Chœur de la Collégiale de Tübingen.